# Just Dance Kids 2
Pour les articles homonymes, voir Just Dance.
Just Dance Kids 2 est un jeu vidéo pour Wii, PlayStation 3 et Xbox 360, développé par le studio japonais Land Ho!, et fait partie de la franchise Just Dance d'Ubisoft. Just Dance Kids 2 est un jeu musical basé sur la danse qui met l'accent sur les chansons populaires auprès des enfants. Le jeu est sorti le 25 octobre 2011 en Amérique du Nord, le 3 novembre 2011 en Australie et le 4 novembre 2011 en Europe et contient 40 chansons.

## Liste des titres
| Titre                                    | Artiste                             | Année |
| ---------------------------------------- | ----------------------------------- | ----- |
| "Accidentally in Love"                   | Counting Crows                      | 2004  |
| "Alright"                                | David Choi                          | 2011  |
| "Are You Sleeping"                       | The Just Dance Kids                 | 2011  |
| "Barbara Ann"                            | The Beach Boys                      | 1965  |
| "Burnin' Up"                             | Jonas Brothers                      | 2008  |
| "Crocodile Rock"                         | Nelly Furtado et Elton John         | 2011  |
| "Despicable Me"                          | Pharrell Williams                   | 2010  |
| "Dumb Love"                              | Sean Kingston                       | 2010  |
| "Feeling Good"                           | Michael Bublé                       | 2005  |
| "Five Little Monkeys"                    | The Just Dance Kids                 | 2011  |
| "Follow the Leader"                      | The Wiggles                         | 2007  |
| "Girls Can Too"                          | Tyler Van Der Berg                  | 2011  |
| "Hand In Hand"                           | The Just Dance Kids                 | 2011  |
| "Head, Shoulders, Knees and Toes"        | Nadia Gifford                       | 2011  |
| "The Hokey Pokey"                        | The Just Dance Kids                 | 1940  |
| "Hold Still"                             | Yo Gabba Gabba!                     | 2007  |
| "I'm A Gummy Bear (The Gummy Bear Song)" | Gummibär                            | 2007  |
| "I'm Gonna Catch You"                    | Laurie Berkner                      | 2002  |
| "Intuition"                              | Selena Gomez and the Scene          | 2010  |
| "Istanbul (Not Constantinople)"          | They Might Be Giants                | 1990  |
| "Itsy Bitsy Spider"                      | The Just Dance Kids                 | 2011  |
| "Jingle Bells"                           | The Just Dance Kids                 | 2011  |
| "Jump Up!"                               | Imagination Movers                  | 2009  |
| "Just the Way You Are"                   | Bruno Mars                          | 2010  |
| "The Lion Sleeps Tonight"                | The Tokens                          | 1961  |
| "Lollipop"                               | The Chordettes                      | 1958  |
| "Love Me"                                | Justin Bieber                       | 2009  |
| "Mah-nà mah-nà"                          | Piero Umiliani                      | 1968  |
| "On Our Way"                             | The Just Dance Kids                 | 2011  |
| "Party Goes Down"                        | The Just Dance Kids                 | 2011  |
| "Headstrong"                             | Ashley Tisdale                      | 2007  |
| "The Robot Song"                         | Yo Gabba Gabba!                     | 2008  |
| "Rocketeer"                              | Far East Movement feat. Ryan Tedder | 2010  |
| "Shake Your Groove Thing"                | Peaches & Herb                      | 1978  |
| "The Shimmie Shake!"                     | The Wiggles                         | 2008  |
| "Something That I Want"                  | Grace Potter                        | 2010  |
| "Song 2"                                 | Blur                                | 1997  |
| "Start All Over"                         | Miley Cyrus                         | 2007  |
| "Summer School"                          | Twirl                               | 2011  |
| "Whip My Hair"                           | Willow Smith                        | 2010  |